# پرواز (آلبوم دیکسی چیکس)
«پرواز» (به انگلیسی: Fly) آلبومی از دیکسی چیکس است که در سال ۱۹۹۹ میلادی منتشر شد.